# Oxalis drummondii
Oxalis drummondii är en harsyreväxtart som beskrevs av Asa Gray. Oxalis drummondii ingår i släktet oxalisar, och familjen harsyreväxter. Inga underarter finns listade i Catalogue of Life.